# Ludovic I de Blois
Ludovic I of Blois (n. 1172 – 14 aprilie 1205) a fost conte de Blois între 1191 și 1205. A fost fiul lui Theobald al V-lea și Alix de Franța. Bunicii săi pe linie maternă au fost regele Ludovic al VII-lea al Franței și prima soție a acestuia, Eleanor de Aquitania.
În 1996 Ludovic a promulgat o cartă prin care abolea sclavia pe domeniile sale.

## Cruciada a patra
La turnirul de la Écry-sur-Aisne din 28 noiembrie 1199 Ludovic și vărul său Theobald al III-lea, conte de Champagne, au fost primii nobili importanți care răspuns apelului papei Inocențiu al III-lea pentru o nouă cruciadă (Cruciada a patra). El a părăsit teritoriul Franței în 1202. În timpul asediului din iulie 1203 asupra Constantinopolului, Ludovic a fost unul dintre cei opt comandanți de oaste care au împresurat cetatea de pe Bosfor alături de marchizul Bonifaciu de Montferrat (conducătorul cruciadei), dogele Veneție, Enrico Dandolo, contele Balduin de Flandra, și fratele acestuia, Henric, contele Hugue de Saint Pol. Imediat după aceea Ludovic a fost cuprins de o febră puternică fiind inactiv luni de zile, astfel încât nu a putut participa la cucerirea Constantinopolului în 1204. Ludovic a fost prea bolnav pentru a participa alături de oastea sa în campania cruciaților în Asia Mică și pentru a prelua stăpânirea noului Ducat de Niceea ce îi fusese rezervat, potrivit Partitio terrarum imperii Romaniae.
Imediat după ce s-a însănătoșit, Ludovic a participat la bătălia de la Adrianopol, în care oastea condusă de țarul Ioniță Caloian al Bulgariei, era formată din valahi, bulgari, cumani și greci. Atacându-și adversarii cu prea mare avânt, Ludovic s-a îndepărtat de zona în care se aflau cruciații și trupele sale au suferit mari pierderi, motiv pentru care împăratul Balduin I însuși a fost atras în plină câmpie și înconjurat, devenind pradă ușoară pentru trupele de arcași cumane. Atras astfel în capcana lui Ioniță Caloian, împăratul Balduin a fost capturat, iar Ludovic a căzut în luptă. Bătălia a constituit un dezastru pentru tabăra cruciată.

## Căsătorie și descendenți
Ludovic I a fost căsătorit cu Caterina, contesă de Clermont-en-Beauvaisis, cu care a avut 3 copii:
- Raoul, care a murit de tânăr
- Jeanne, care a murit de tânără
- Theobald al VI-lea, care a devenit conte de Blois (d. 1218).